# 石井優希
石井優希（1991年5月8日—），生于冈山县仓敷市，日本国家女子排球队隊員，曾因2016年奧運落選賽的出色表現而被稱為八時半之女。石井於2010年1月加入久光製藥Springs俱乐部，后于2011年3月加入日本国家女排队，並於2016和2021年分別代表日本參與里約奧運會和 東京奧運2020。

## 家族
- 石井優希的媽媽名為石井美智子，以前是打排球的，石井因而受到她的影響。
- 石井有一個姐姐，名為石井亞希。

## 來歷
她在岡山県倉敷市出身。在茶屋町小就讀二年級時，受到母親的影響，開始打排球。東陽中畢業後，在就実高校就讀一年級時已經十分活躍，後擔任隊長。早在2009年，以就実三年生的身分，打過在香港舉行的東亞運動會，並協助日本青年隊獲得第二名。2010年1月，她成為了久光製藥Springs的内定選手。

## 球會
- 倉敷市立茶屋町小学校
- 倉敷市立東陽中学校
- 就実高校
- 久光製藥Springs

## 球衣號碼
- 久光

以前: 15
現時: 6
- 國家隊

以前: 18,12
現時: 7、8

## 職業生涯
- - 石井於2009年代表日本參與當時在香港舉行的東亞運動會，後於2010年進入久光製藥Springs。
  - 2011年，她入選了日本女排的大名單，並於同年代表日本隊參與瑞士精英賽。
  - 隨著出道的時間愈久，也因着長岡望悠的關係，出鏡和曝光度有所提升，知名度也如是。至2013年打完大冠軍杯後，當時23歲的她被譽為日本女排的新星，又木村沙織的接班人(第一代是石井優希，第二代是古賀紗理那，現在是黑後愛)的美譽。
  - 一開始她也接受這個稱呼，但後來她認為我就是我，婉拒這個稱號。2014年的世界女排大獎賽中，在總決賽上遇上對手巴西女排，而對方已獲得賽點，她以連追兩分挽救賽點而為人所熟悉。及後的世錦賽，她以替補身分出場的好表現，和在開球方面為球隊勝利作出貢獻而獲得外界看好。
  - 2015年，她代表日本隊參加瑞士精英賽，幫助球隊取得亞軍，獲得最佳主攻，並成為難得一個是由亞軍隊伍成員取得的MVP。同賽季的聯賽也為其俱樂部的勝利作出貢獻。
  - 在2016年的奧運落選賽(OQT)中，發生了一幕具爭議性的球賽，雖被日本傳媒稱為「奇蹟的逆轉劇」，但普遍人（特別是該場球賽的對手泰國女排的粉絲）卻認為是裁判不公平的裁決，以致日本女排在關鍵第五局由落後6:12，反追至15:13。石井由於牽涉在這場球賽中，而被認為是日本女排入選奧運的功臣，最終成功入選里約奧運12人名單[3]。在里約奧運中，石井曾因一傳問題而受到質疑，但後來表現出色，最後與長岡望悠雙雙成為日本隊得分王。而在奧運期間，石井曾在Yahoo Japan的Top 5搜尋榜上。
  - 2016-17聯賽季度，石井與長岡望悠雙雙為久光製藥Springs作出貢獻。但到了2017年3月4日，長岡望悠受傷，後証實為右膝十字韌帶斷裂，需要休息至少一段時間。石井被傳媒稱要「扛起撐起久光的責任」，臨危受命，石井也表現出不相信自己。該賽季久光以2場2比3不敵NEC奪得亞軍，但石井對球隊的貢獻使她得到排協的肯定，獲得敢鬥獎。同賽季久光在主場神户世俱杯只獲第8名，被指是受到長岡望悠受傷的影響。
  - 進入國家隊的世界女排大獎賽，石井狀態不佳，於第三站香港站跌出14人名單，這事對石井影響甚大，事後她接受訪問時也不時流下眼淚。石井形容自己狀態不佳，「不懂打調整球」、「掌握不到起跳時間等」，使自己不能進入比賽節奏，屢次不下球。
  - 進入2017年的低潮，石井甚至缺席女排亞錦賽，最後日本奪冠，她哭着走上頒獎台，事後電視台訪問時表示自己對這樣的情況很後悔，並表現出要為球隊作出貢獻的決心。
  - 因着古賀紗理那的受傷，石井獲得入選大冠軍杯14人名單的機會。石井在該比賽的表現可圈可點，但為石井自己增加了不少信心。

## 大賽出場歷
石井優希已經參加過三大賽事
- 世錦賽 (2014，2018)
- 世界盃 (2015，2019)
- 奧運會 (里約2016，於2021年舉行的2020東京奧運)

## 得獎紀錄
- 1. 2013 日韓V.League Top Match MVP[4]
- 2. 2014 日本V.league 最佳發球獎[5]
- 3. 2014 亞俱杯 最佳主攻
- 4. 2014 上月集團賞
- 5. 2015 瑞士精英賽 MVP及最佳主攻[6]
- 6. 2016 岡山県特別顕彰
- 7. 2017 日本V.league 敢鬥獎
- 8. 2018 日本V.league 最佳接球
- 9. 2018 日本V.league 最佳主攻 (最佳6人陣容)
- 10. 2018 日本V.league 最有價值球員 (MVP)

## 䡍事(排球以外)
- 石井本人曾經表示，自己如果不能成為一個排球員，想擔任保育士，即照顧和護理兒童的職員。
- 石井最喜歡的藝人是倖田來未，最喜歡聽她的Comes up，以及 Taylor Swift的 Shake it off。
- 石井多次在節目表示自己很想要一個男朋友，甚至提及過中田久美教練也想為她介紹男朋友一事。
- 石井在打排球以外，喜歡與以前的朋友見面，以及到商場走走。
- 石井曾經表示，如果要去無人島，要和她的父親一起去。